# Kazimirowo (obwód smoleński)
Kazimirowo (ros. Казимирово) – wieś (ros. деревня, trb. dieriewnia) w zachodniej Rosji, w osiedlu wiejskim Lubawiczskoje rejonu rudniańskiego w obwodzie smoleńskim.

## Geografia
Miejscowość położona jest nad Bierieziną, 12 km od granicy z Białorusią, 14,5 km od najbliższego przystanku kolejowego (481 km), 13 km od drogi magistralnej M1 «Białoruś», przy drodze regionalnej 66N-1614 (66N-1608 / Centnierowka – Kazimirowo – Szyłowo), 13 km od drogi federalnej R120 (Orzeł – Briańsk – Smoleńsk – granica z Białorusią), 9,5 km od centrum administracyjnego osiedla wiejskiego (Lubawiczi), 15 km od centrum administracyjnego rejonu (Rudnia), 60,5 km od Smoleńska.
W granicach miejscowości znajdują się ulice: Bieriozowaja, Centralnaja, Centralnyj pierieułok, imieni M. A. Jegorowa, Klenowaja, Ługowaja, Sadowaja, Wostocznaja, Zariecznaja.

## Demografia
W 2010 r. miejscowość zamieszkiwało 545 osób.

## Historia
W czasie II wojny światowej od lipca 1941 roku wieś była okupowana przez hitlerowców. Wyzwolenie nastąpiło w październiku 1943 roku.
Uchwałą z dnia 20 grudnia 2018 roku w skład jednostki administracyjnej Lubawiczskoje weszły wszystkie miejscowości zlikwidowanego osiedla wiejskiego Kazimirowskoje (w tym Kazimirowo – siedziba tegoż).